# ليلاند كريستنسن
ليلاند كريستنسن (بالإنجليزية: Leland Christensen)‏ هو سياسي أمريكي، ولد في 30 أبريل 1959 في الولايات المتحدة. حزبياً، نشط في الحزب الجمهوري. وقد انتخب عضو مجلس ولاية وايومنغ.

## وصلات خارجية
- الموقع الرسمي